# Humience
Humience (1398 m n. m.) jsou hora v Malé Fatře na Slovensku. Nachází se v rozsoše vybíhající jihozápadním směrem z vrcholu Podkova (1437 m). Rozsocha dále klesá k jihovýchodu až k vrcholu Hrádok (676 m). Západní a jižní svahy hory spadají do doliny potoka Bystrička, východní do doliny Príslopského potoka. Vrcholové partie pokrývají horské louky s roztroušenými zakrslými smrky.

## Přístup
- po žluté  značce z vrcholu Vidlica nebo z osady Lázky (obec Bystrička)